# Лаврово (Подпорожский район)
Лаврово — деревня в Винницком сельском поселении Подпорожского района Ленинградской области.

## История
В конце XIX — начале XX века деревня административно относилась к Пелдушской волости 2-го стана 2-го земского участка Тихвинского уезда Новгородской губернии.

ЛАВРОВО (СЮРЬЯ) — деревня Лавровского сельского общества, число дворов — 20, число домов — 20, число жителей: 57 м. п., 59 ж. п.; 

Занятие жителей — земледелие, лесные заработки. Часовня . (1910 год)

С 1917 по 1918 год деревня входила в состав Пелдушской волости Тихвинского уезда Олонецкой губернии.
С 1918 года в составе Череповецкой губернии.
С 1927 года в составе Лавровского сельсовета Винницкого района. В 1927 году население деревни составляло 141 человек.
С 1928 года в составе Ярославского сельсовета.

Деревня Лаврово на карте 1932 года

Согласно карте Ленинградской области Северо-западного аэрогеодезического треста ГГУ издания 1932 года деревня насчитывала 16 крестьянских дворов. В деревне находился астрономический пункт.
В 1930-е годы в деревне были организованы колхозы «Маяк» и «Ребова Гора». После укрупнения 1950 года остался только колхоз «Маяк».
По данным 1933 года деревня Лаврово входила в состав Ярославского вепсского национального сельсовета Винницкого национального вепсского района.

Деревня Лаврово на карте 1940 года

Согласно топографической карте РККА 1940 года Лаврово входило в куст деревень Ярославичи.
В 1958 году население деревни составляло 81 человек.
С 1963 года в составе Лодейнопольского района.
С 1965 года в составе Подпорожского района.
По данным 1966, 1973 и 1990 годов деревня Лаврово также входила в состав Ярославского сельсовета.
В 1997 году в деревне Лаврово Ярославской волости проживали 17 человек, в 2002 году — 10 человек (вепсы — 80 %).
В 2007 году в деревне Лаврово Винницкого СП проживали 11 человек.

## География
Деревня расположена в юго-западной части района на автодороге 41К-738 (gодъезд к деревне Лашково).
Расстояние до административного центра поселения — 32 км.
Расстояние до ближайшей железнодорожной станции Подпорожье — 108 км.
Деревня находится в междуречье Ояти и Тянуксы.

## Демография
| 1910 | 1927 | 1958 | 1997 | 2007 | 2010 | 2017 |
| ---- | ---- | ---- | ---- | ---- | ---- | ---- |
| 116  | ↗141 | ↘81  | ↘17  | ↘11  | ↘8   | ↘6   |

### Национальный состав
Согласно данным Всероссийской переписи населения 2021 года в деревне проживали 4 человека, из них:
  вепсы — 2, русские — 2 человека.

## Улицы
Придорожная.